# Салдусский край
Са́лдусский край (латыш. Saldus novads) — административно-территориальная единица на юго-западе Латвии, в историко-культурной области Курземе. Край состоит из 19 волостей и городов Броцены и Салдус, который является центром края. Граничит с Южно-Курземским, Кулдигским, Тукумским, Добельским краями, а также с Тельшяйским и Шяуляйским уездами Литвы.

## История
Край был образован 1 июля 2009 года из части расформированного Салдусского района. Первоначально состоял из 15 волостей и города Салдус. Площадь края составляла 1683,3 км².
В ходе административно-территориальной реформы Латвии 2021 года к краю были присоединены город Броцены и 4 волости из упразднённого Броценского края. Площадь укрупнённого края составила 2179,9 км².

## Население
На 1 января 2010 года население края составляло 28 705 человек.
Национальный состав населения края по итогам переписи населения Латвии 2011 года:
| Национальность | Численность, чел. (2011) | %        |
| -------------- | ------------------------ | -------- |
| Латыши         | 22 405                   | 87,51 %  |
| Литовцы        | 1623                     | 6,34 %   |
| Русские        | 866                      | 3,38 %   |
| Белорусы       | 223                      | 0,87 %   |
| Украинцы       | 235                      | 0,92 %   |
| Поляки         | 109                      | 0,43 %   |
| Другие         | 143                      | 0,56 %   |
| всего          | 25 604                   | 100,00 % |

## Территориальное деление
- Блиденская волость (латыш. Blīdenes pagasts)
- город Броцены (латыш. Brocēnu pilsēta)
- Вадакстская волость (латыш. Vadakstes pagasts)
- Гайкская волость (латыш. Gaiķu pagasts)
- Занская волость (латыш. Zaņas pagasts)
- Звардская волость (латыш. Zvārdes pagasts)
- Зирнская волость (латыш. Zirņu pagasts)
- Курсишская волость (латыш. Kursīšu pagasts)
- Лутринская волость (латыш. Lutriņu pagasts)
- Ниграндская волость (латыш. Nīgrandes pagasts)
- Новадниекская волость (латыш. Novadnieku pagasts)
- Пампальская волость (латыш. Pampāļu pagasts)
- Ремтская волость (латыш. Remtes pagasts)
- Рубская волость (латыш. Rubas pagasts)
- город Салдус (латыш. Saldus pilsēta)
- Салдусская волость (латыш. Saldus pagasts)
- Циецерская волость (латыш. Cieceres pagasts)
- Шкедская волость (латыш. Šķēdes pagasts)
- Эзерская волость (латыш. Ezeres pagasts)
- Яунауцская волость (латыш. Jaunauces pagasts)
- Яунлутринская волость (латыш. Jaunlutriņu pagasts)

## Галерея

Герб Салдусского края (2010–2021), с 2021 г временный
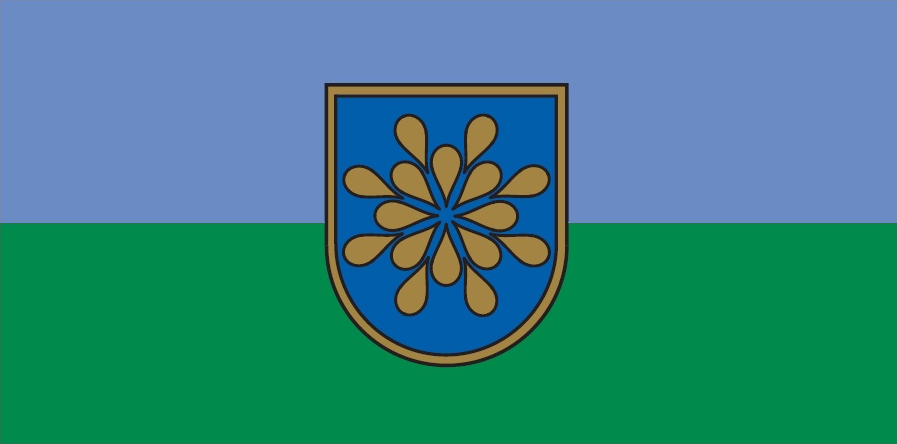
Флаг Салдусского края (2010–2021), с 2021 г временный
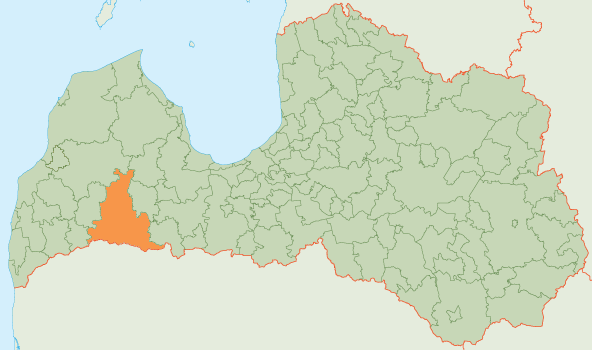
Карта от 2009 до 2021 года
Проект герба (2022), рассматривается Госкомисией геральдики